# ヘリコケファルム科
ヘリコケファルム科(Helicocephalidaceae)は、接合菌の一群で、いずれも非常に大きな胞子を作るカビである。それぞれに形態がかなり異なる三つの属を含むが、いずれも極めてまれにしか見られない。

## 特徴
いずれも細いながらよく発達した菌糸を広げる糸状菌である。菌糸の太さは1μ程度。菌糸には隔壁がなく、あちこちで枝分かれして基質上に広がる。無性生殖は基質から立ち上がった柄の先端から生じる胞子による。往々にして胞子形成部は肉眼的な大きさになる。胞子は一つずつ外生するか、分節によって生じる。真っすぐに立ち上がった軸は栄養菌糸よりはるかに太く、分枝を持たず、基部には仮根を持つ。胞子の形態や形成は属によって異なるが、胞子は大抵は長さが数十μと大きく、褐色などに色づくものが多い。有性生殖は未知。

## 歴史
ヘリコケファルム科には三つの属が含まれ、その外形はかなり大きく異なっている。
まず、以下の二つの属が最初に知られていた。
- ヘリコケファルム(Helicocephalum)は真っすぐに立った軸の先端が螺旋状に巻き、それが分節して数珠状の胞子の列となる。
- トムライカビ(Rhopalomyces)は直立した軸の先端に丸い頂のうがつき、その表面に多数の胞子をつける。

いずれも古くから知られたもので、前者は1891年、後者は1839年に最初の種が記載され、その後それぞれに数種が追加されている。どちらもかなり大きなカビで、高さが1mm以上になり、肉眼でもたやすく確認できる。当初はそれほど近縁なものとは考えられておらず、特に後者はコウガイケカビやクスダマカビと結び付けられることが多かった。しかし、いずれも剛直な軸が分枝せず直立し、基部には仮根を持つこと、胞子が大きくて、なかなか発芽しないこと、培養ができないなど、さまざまな点で類似していることが注目されるようになった。この科を提唱したのはブダイン（Karel Bernard Boedijn)である(1958)。
1960年から1970年代にかけて、これらのカビが線虫などとかかわりがあることが知られるようになり、次第にその性質が明らかになったところへ、以下の第三の属が記載された。
- Brachymyces：軸は高さが0.1mm以下とごく短く、その先端に数個の大きく暗褐色の胞子をつける。

この属のものはいまだ一種のみが知られる。このほかにも類似の属や種が存在するらしいとのうわさはあるが、何しろ培養の困難さ等のため、明らかにされていない。

### 胞子の素性
この類の胞子は古くは分生子と呼ばれた。その後、ケカビ目のものが形成するいわゆる分生子については胞子嚢由来の構造であるとの認識が取られるようになったため、これらについても単胞子の小胞子嚢、あるいは分節胞子嚢とされたこともあったが、実際にこれらが胞子嚢由来であるとの証拠があげられたことはない。現在ではケカビ目から外されたこともあり、そのような判断は必ずしも取られない。しかしながら、それでは何であるかも判然としてはいない。ヘリコケファルムのそれが分節胞子であるのに対して、他の二属が胞子を単独で形成するが、それらの関係も判断が出ていない。

## 生育
ほとんどのものはごくまれに見つかるものである。Rhopalomyces elegans はヨーロッパではやや普通に見られるとも言う。土壌や腐植質等から発見されることが多い。特に糞や死体周辺など、腐敗的な条件の強いところに見つかる。大型のものは野外でも目につくほど繁殖する例がある。特にトムライカビは動物の死体周辺に群生することがあり、この名もそれにちなむものである。これを動物死体を放置して発生させた実験例もある。
いくつかのものについては線虫類やその卵、あるいはワムシ類を捕食して吸収することが確認されている。培養は極めて困難で、それ以前に通常の培地では胞子の発芽すら認められない。分離培地上に出現した線虫などとともに培養することで成功した例や、培地をアルカリ性に調節することで発芽させた例なども報告されている。純粋培養はRhopalomycesの一部で仔牛の肝臓を中心とした培地での成功例がある。いずれにせよ、このような方法が常に有効であるわけでもないようである。

## 分類
この類は、当初はケカビ目に所属させた。このカビが接合菌であるとの証拠は明確ではないが、上記のようにトムライカビはクスダマカビなどと関連づけられたことからケカビ目に含めるのは自然と思われたし、カビとしては大柄な形はそれ以外の菌群にはあまりみられない。
1967年にトリモチカビ目に移された。細い菌糸体や胞子の性質、線虫やワムシを捕食すること、宿主に吸器をさしこむ性質などがトリモチカビ等と共通し、ケカビ目とは異なるとの判断である。これはエダカビ科をやはりケカビ目からトリモチカビ目へ移動させたのに呼応するものである。トリモチカビ類にも分節胞子を形成するものがあるため、その意味でも整合性はある。しかし、形態的に大きな隔たりがある面は否めない。また、有性生殖が見つかっていないこともこの問題の判断を困難にしている。
上記のように三属が記録されている。日本ではHelicocephalumとRhopalomycesについてそれぞれ複数種の記録がある。代表的な種を挙げておく。
- ヘリコケファルム属 Helicocephalum
  - H. sarcophilum Thaxter 1891
  - H. diplosporum Drechsler 1943
  - H. oligosporum Drechsler 1934：G.L.Barronが1975年に線虫卵に菌糸を伸ばしていたり、親の線虫を攻撃しているのを報告している。

- トムライカビ Rhopalomyces
  - R. elegans Corda 1839：世界中に分布。いくつかの変種が報告されている。J.JエリスとC.W.Hesseltine は1962年に純粋培養することに成功している。また、同時にその菌糸が線虫卵に侵入しているのを報告した。Barronはさらに成体の線虫も捕獲されることを確認した。
  - R. magnus Berlese 1892：G.L.Barronはワムシの卵を捕食することを記録している。
  - R. strangulatus Thax. 1891：椿が培地上での胞子の発芽までを記録[1]。

- Brachymyces
  - B. megasporus Barron 1980：ワムシを捕食する。